# Fritz Kurt Fiebich
Fritz Kurt Fiebich (* 8. März 1921 in Leipzig; † 1. Februar 2020 in Düsseldorf) war ein deutscher Politiker (SPD).
Fiebich war in Vechta als Kaufmann für Kolonialwaren niedergelassen.
Als Abgeordneter der SPD gehörte er vom 23. Mai 1946 bis zur letzten Sitzung am 6. November 1946 dem Ernannten Landtag von Oldenburg an. Später verließ er die Sozialdemokratische Partei Deutschlands und trat zur Bundestagswahl 1965 im Bundestagswahlkreis Dortmund III als unabhängiger Einzelbewerber an, ohne sich jedoch gegen den SPD-Amtsinhaber Walter Behrendt durchsetzen zu können.